# Erlin
Erlin (二林鎮S, Èrlín ZhènP) è un comune di Taiwan, situato nella provincia di Taiwan e nella contea di Changhua.